# 柴田昌平
柴田 昌平（しばた しょうへい、1963年10月8日 - ）は、日本の映画監督（ドキュメンタリー映画の監督）。

## 経歴
東京都出身。幼少期から転校を繰り返す。大阪府立清水谷高等学校から東京都立駒場高等学校を卒業。
1988年に東京大学卒業（文化人類学専攻）後、NHK（沖縄放送局、報道局特報部）、姫田忠義の「民族文化映像研究所」を経て1995年に独立。
現在は、自身が代表を務める（有）プロダクション・エイシアより、映像作品を世に送り出している。沖縄やアジアに目を向けた映像作品（主にドキュメンタリー）を作りつづけている。

## 主な監督作品と受賞歴
- 1994年 ドキュメンタリー映画『埼玉の箕づくり 毛呂山町葛貫の桜箕』
- 1995年 『1フィート映像でつづるドキュメント沖縄戦』（教育映画祭優秀賞）
- 1997年 NHK『風の橋～中国雲南・大峡谷に生きる』（ギャラクシー賞）
- 1997年 NHK『天と地の時を奏でる～中国55少数民族・音楽の旅』（ATP賞）
- 1998年 NHK『杉の海に甦る巨大楼閣』（ギャラクシー賞・ATP賞）
- 2005年 NHKスペシャル『新シルクロード・第1集・楼蘭・4千年の眠り』（米・国際エミー賞参加）
- 2005年 NHKスペシャル『新シルクロード・第5集・天山南路・ラピスラズリの輝き』（伊・国際宗教映画祭参加／2007年ニューヨーク・フェスティバル金賞受賞）
- 2006年 長編ドキュメンタリー映画『ひめゆり』（第50回JCJ特別賞／第5回文化庁映画賞〈文化記録映画部門〉大賞受賞[1]）／2007年（第81回）キネマ旬報ベストテン〈文化映画部門〉第1位／日本映画ペンクラブ・ベストファイブ〈文化映画部門〉第1位／高崎映画祭特別賞／全国映画鑑賞連合会 監督賞／日本映画復興会議 奨励賞／SIGNIS JAPAN カトリック映画賞）
- 2007年 NHKスペシャル『世界里山紀行・フィンランド・森・妖精との対話』（独・2008年World Media Festival銀賞受賞／米・ロサンジェルス国際ビデオ映画祭 3位）
- 2008年 NHK・BS世界のドキュメンタリー『よみがえる第二次世界大戦・カラー化された白黒フィルム』（2010年、NHK放送総局長賞受賞）
- 2010年 長編ドキュメンタリー映画『森聞き』（フィンランド・オウル国際青少年映画祭正式招待／日本映画ペンクラブ・ベストファイブ〈文化映画部門〉第3位／2010年（第84回）キネマ旬報ベストテン〈文化映画部門〉第7位／児童文化福祉賞〈厚生大臣賞〉）
- 2011年 NHKハイビジョン特集『北海道 豆と開拓者たちの物語』（ATP賞 最優秀ドキュメンタリー賞[2]））
- 2012年 NHKスペシャル『クニ子おばばと不思議の森』（放送文化基金賞／米・エミー賞参加／米・モンタナシネ国際フィルムフェスティバル・撮影に対する名誉言及賞／チェコ・生活科学映像祭正式参加／世界自然・野生生物映像祭　日本環境賞／中国・四川テレビ祭　最優秀人類学賞）
- 2013年 NHKスペシャル『和食　千年の味のミステリー』（ATP賞 総務大臣賞[3]））
- 2014年 日仏合作ドキュメンタリー映画『千年の一滴　だし　しょうゆ』（2014年キネマ旬報ベストテン〈文化映画部門〉第2位／Tokyo Docs優秀企画賞／ギャラクシー賞奨励賞／辻静雄食文化賞[4]）／アメリカ・第12回 考古学チャンネル国際フィルム・ビデオ映像賞 奨励賞）
- 2015年 NHK 世界で一番美しい瞬間『妖精の森が輝くとき〜スウェーデン・北部地方』
- 2017年 NHKスペシャル『黒潮　～世界最大　渦巻く不思議の海～』
- 2018年 NHK BS1スペシャル『人生は旅だ 料理も旅だ　　三ツ星シェフが見つけた日本』
- 2020年 NHK BS1スペシャル『人生は旅だ 料理も旅だ　　三ツ星シェフ 日本のコメに挑む』
- 2021年 映画『陶王子 2万年の旅』 （第36回 ATP賞優秀賞[5]／2021年（第95回）キネマ旬報ベストテン〈文化映画部門〉第3位[6]）
- 2022年 国際共同制作『愛と異端のシルクロード』
- 2022年 ドキュメンタリー映画『百姓の百の声』（第38回 農業ジャーナリスト賞[7]）
- 2023年 NHK ETV特集『私と先生とピアノ』
- 2325年 NHK ETV特集『田んぼ×未来　あきらめないコメ農家たち』

## 著書
- 2022年 「ももちゃんのピアノ　沖縄戦・ひめゆり学徒の物語」[8]　ポプラ社／　文 柴田昌平　絵 阿部結

## その他の活動
- 沖縄県に所在するひめゆり平和祈念資料館の展示リニューアル事業総合プロデューサーを務めた(2004年)。この活動が、後に映画「ひめゆり」を製作する事になった由縁である。